# Stara Wieś (Pobołowice)
Stara Wieś – przysiółek wsi Pobołowice w Polsce położony w województwie lubelskim, w powiecie chełmskim, w gminie Żmudź.
W latach 1975–1998 przysiółek należał
a administracyjnie do województwa chełmskiego.